# (524435) 2002 CY248
2002 CY248 ist ein großes transneptunisches Objekt im Kuipergürtel, das bahndynamisch  als Cubewano (CKBO) eingestuft wird. Aufgrund seiner Größe gehört der Asteroid möglicherweise zu den Zwergplanetenkandidaten.

## Entdeckung
2002 CY248 wurde am 6. Februar 2002 von Robert Millis und Marc Buie mit dem 4–m–Teleskop am Kitt-Peak-Observatorium (Arizona) entdeckt. Die Entdeckung wurde am 19. März 2002 zusammen mit 2001 DU108, 2002 CZ248, 2002 CA249, 2002 CB249 und 2002 CC249 bekanntgegeben.
Der Beobachtungsbogen des Planetoiden beginnt mit der offiziellen Entdeckungsbeobachtung am 6. Februar 2002. Seither wurde der Planetoid durch verschiedene erdbasierte Teleskope beobachtet. Im Dezember 2018 lagen insgesamt 131 Beobachtungen über einen Zeitraum von 17 Jahren vor. Die bisher letzte Beobachtung wurde im März 2018 am Pan-STARRS-Teleskop (PS1) durchgeführt. (Stand 14. März 2019)

## Eigenschaften

### Umlaufbahn
2002 CY248 umkreist die Sonne in 313,08 Jahren auf einer leicht elliptischen Umlaufbahn zwischen 39,20 AE und 53,02 AE Abstand zu deren Zentrum. Die Bahnexzentrizität beträgt 0,150, die Bahn ist 7,06° gegenüber der Ekliptik geneigt. Derzeit ist der Planetoid 50,79 AE von der Sonne entfernt. Das Perihel durchläuft er das nächste Mal 2129, der letzte Periheldurchlauf dürfte also im Jahre 1816 erfolgt sein.
Sowohl Marc Buie (DES) als auch das Minor Planet Center klassifizieren den Planetoiden als Cubewano, wobei er zu den bahndynamisch «heissen» klassischen KBO gehört; letzteres führt ihn auch als Nicht–SDO und allgemein als «Distant Object».

### Größe
Derzeit wird von einem Durchmesser von 373 km ausgegangen, basierend auf einem Rückstrahlvermögen von 8 % und einer absoluten Helligkeit von 5,6 m. Ausgehend von diesem Durchmesser ergibt sich eine Gesamtoberfläche von etwa 437.000 km². Die scheinbare Helligkeit von 2002 CY248 beträgt 22,41 m.
Da es denkbar ist, dass sich 2002 CY248 aufgrund seiner Größe im hydrostatischen Gleichgewicht befindet und somit weitgehend rund sein könnte, erfüllt er möglicherweise die Kriterien für eine Einstufung als Zwergplanet. Mike Brown geht davon aus, dass es sich bei 2002 CY248 um vielleicht einen Zwergplaneten handelt.
| Jahr                                         | Abmessungen km | Quelle   |
| -------------------------------------------- | -------------- | -------- |
| 2018                                         | 404,0          | Johnston |
| 2018                                         | 373,0          | Brown    |
| Die präziseste Bestimmung ist fett markiert. |                |          |